# Roberto Landell de Moura
Roberto Landell de Moura (Porto Alegre, 21 de enero de 1861 - Porto Alegre, 30 de junio de 1928) fue un inventor y sacerdote brasileño de la Iglesia Católica, quien demostró públicamente una transmisión de la voz humana el 3 de junio de 1900.

## Biografía
Nació el 21 de enero de 1861 en Porto Alegre (Río Grande del Sur). Fue ordenado sacerdote en 1886 en Roma . También estudió Ciencias Físicas, y después de su emisión de radio a más de 8 km en São Paulo, se le concedió una patente brasileña el 9 de marzo de 1901. Landell de Moura también  viajó a los Estados Unidos y obtuvo allí tres patentes: una para un transmisor de onda (11 de octubre de 1904), otras para un Teléfono Inalámbrico y para un Telégrafo Inalámbrico (ambos  el 22 de noviembre de 1904).
Sus peticiones subsiguientes al gobierno brasileño para asistencia en el desarrollo de su invención fueron negadas por lo que sus esfuerzos  languidecieron. Así, volvió a su ciudad natal para ejercer sus obligaciones religiosas hasta su fallecimiento el 30 de junio de 1928.